# NGC 2081
NGC 2081 je otvoreni skup s emisijskom maglicom u zviježđu Zlatnoj ribi. 

## Vanjske poveznice
- SEDS: NGC 2081